# Алегрия, Хуан
Хуан Диего Алегрия Аранго (исп. Juan Diego Alegría Arango; род. 6 июня 2002, Ибаге) — колумбийский футболист, нападающий клуба «Партик Тисл».

## Клубная карьера
Алегрия — воспитанник клуба «Депортес Толима». В 2020 году Хуан подписал первый профессиональный контракт с финским клубом «Хонка». В матче против «Интер Турку» он дебютировал в Вейккауслиге. 8 августа 2021 года в поединке против «Ильвеса» Хуан забил свой первый гол за «Хонку». Летом того же года Алегрия перешёл в шотландский «Рейнджерс». Для получения игровой практики Хуан выступал за дублирующий состав. В начале 2022 года Алегрия перешёл в «Партик Тисл» на правах аренды. 1 марта в матче против «Арброта» он дебютировал в шотландском Чемпионшипе.